# 塗鴉日記
《塗鴉日記》是東村明子的自傳式漫畫。於漫畫雜誌《Cocohana》2012年1月號至2015年3月號上連載。單行本全5集。
本作於2015年榮獲日本新媒體動漫藝術節漫畫部門大賞。

## 故事簡介
林明子從小立志成為少女漫畫家，讀高三時以升美術大學為目標，來到同學介紹的美術補習班磨練畫技，遇見生命中的重要恩師日高健三。林明子在日高老師的督促下，終於考上金澤的美術大學，成為美大學生的林明子，在學業跟人生上都要面對更多挑戰，也自日高老師學到了對藝術努力不懈的精神。

## 登場人物

### 主要人物
林 明子（はやし あきこ）
日高 健三（ひだか けんぞう）

## 出版書籍
| 冊數 | 集英社        | 集英社                 | 東立出版社    | 東立出版社             | 新经典文化 | 新经典文化             |
| 冊數 | 發售日期      | ISBN                   | 發售日期      | ISBN                   | 發售日期   | ISBN                   |
| ---- | ------------- | ---------------------- | ------------- | ---------------------- | ---------- | ---------------------- |
| 1    | 2012年7月25日 | ISBN 978-4-08-782457-5 | 2014年4月14日 | ISBN 978-986-348-273-4 | 2024年3月  | ISBN 978-7-5110-6667-1 |
| 2    | 2013年5月24日 | ISBN 978-4-08-782653-1 | 2015年4月17日 | ISBN 978-986-348-274-1 | 2024年3月  | ISBN 978-7-5110-6667-1 |
| 3    | 2014年1月24日 | ISBN 978-4-08-782746-0 | 2015年5月21日 | ISBN 978-986-348-275-8 | 2024年3月  | ISBN 978-7-5110-6667-1 |
| 4    | 2014年7月25日 | ISBN 978-4-08-782797-2 | 2018年7月13日 | ISBN 978-986-365-359-2 | 2024年3月  | ISBN 978-7-5110-6667-1 |
| 5    | 2015年3月25日 | ISBN 978-4-08-792004-8 | 2019年7月26日 | ISBN 978-986-431-376-1 | 2024年3月  | ISBN 978-7-5110-6667-1 |

## 真人電影
2024年12月宣布改編為真人電影。於2025年5月16日上映，由永野芽郁主演、大泉洋共演。

### 登場人物
- 林明子：永野芽郁
- 日高健三：大泉洋
- 北見：見上愛
- 佐藤：畑芽育
- 今ちゃん：鈴木仁
- 西村くん：神尾楓珠
- 川崎くん：森愁斗
- 岡さん：津田健次郎
- 中田老師：有田哲平（奶油濃湯）
- 明子的母親：MEGUMI
- 明子的父親：大森南朋

### 製作團隊
- 原作：東村明子『塗鴉日記』（集英社瑪格麗特漫畫刊）
- 導演：關和亮
- 劇本：東村明子、伊達さん
- 配樂：宗形勇輝
- 主題曲：MISAMO「Message」（Warner Music Japan）[14]
- 發行商：日本華納兄弟

## 外部連結
- 塗鴉日記 - 集英社 （页面存档备份，存于）（日語）
- 電影『塗鴉日記』官方網站 （页面存档备份，存于）（日語）